# Iain Banks
Iain Menzies Banks (ur. 16 lutego 1954 w Dunfermline, Fife w Szkocji, zm. 9 czerwca 2013) – szkocki pisarz, piszący powieści głównego nurtu pod nazwiskiem Iain Banks oraz science fiction jako Iain M. Banks. W 2008 r. „The Times” umieścił Banksa na liście „50 najwybitniejszych brytyjskich pisarzy od 1945 roku”. 
Iain Banks studiował anglistykę, psychologię oraz filozofię na uniwersytecie w Stirling. W swojej prozie często łączył oryginalne zabiegi fabularne oraz narracyjne. Był honorowym członkiem brytyjskiego stowarzyszenia National Secular Society promującego świeckość oraz rozdział państwa od kościoła.
3 kwietnia 2013 poinformował, że zdiagnozowano u niego raka pęcherzyka żółciowego. Zmarł 9 czerwca 2013. 

## Twórczość

### Powieści głównego nurtu
- Fabryka os (Wasp Factory), 1984
- Stąpanie po szkle (Walking on Glass), 1985
- Most (The Bridge), 1986
- Espedair Street, 1987
- The Player of Games, 1988
- Canal Dreams, 1989
- Ulica Czarnych Ptaków (The Crow Road), 1992
- Uwikłanie (Complicity), 1993
- Whit, 1995
- A Song of Stone, 1997
- The Business 1999
- Dead Air 2002
- The Steep Approach to Garbadale 2007
- Transition 2009
- Stonemouth 2012
- The Quarry 2013

### Powieści science fiction
Większość powieści science fiction autorstwa Iaina M. Banksa należy do cyklu opowiadającego o Kulturze, humanoidalnej anarcho-komunistycznej cywilizacji zamieszkującej znaczne obszary naszej galaktyki. Cykl jest pretekstem do ukazania złożonych relacji międzykulturowych, socjologicznych oraz religijnych. Pierwsza część cyklu – Wspomnij Phlebasa – stylizowana jest na typową space operę.
Do cyklu Kultury należą:
- Wspomnij Phlebasa (Consider Phlebas), 1987
- Gracz (The Player of Games), 1988
- Najemnik (Use of Weapons), 1990
- Excession, 1996
- Inversions, 1998 r. (luźno powiązana z Kulturą powieść, raczej zbliżona do fantasy)
- Look to Windward, 2000
- Matter, 2008
- Surface Detail, 2010
- The Hydrogen Sonata, 2012

Iain M. Banks napisał także kilka powieści fantastyczno-naukowych nie osadzonych w realiach Kultury:
- Against a Dark Background, 1993
- Qpa strachu (Feersum Endjinn), 1994
- The Algebraist, 2004
- Transitions, 2009 (w Anglii opublikowana jako powieść głównego nurtu autorstwa Iaina Banksa)

Powstał także zbiór opowiadań, w większości fantastyczno-naukowych:
- The State of the Art, 1989

## Inne książki Iaina Banksa
- Raw Spirit, 2003

## Upamiętnienia
Wkrótce po jego śmierci nazwano jego imieniem planetoidę 5099 Iainbanks. 23 stycznia 2015, Elon Musk, prezes SpaceX nazwał dwie autonomiczne barki-lądowiska swojej firmy nazwami Just Read The Instructions i Of Course I Still Love You, tak jak statki w powieści Gracz Iaina M. Banksa. Budowa kolejnej barki-lądowiska, A Shortfall of Gravitas, zaczęła się w 2018. Jej nazwa odnosi się do statku Experiencing A Significant Gravitas Shortfall, wymienionego po raz pierwszy w Look to Windward.
W dniu 13 maja 2019, ekspedycja Five Deeps pobiła rekord zanurzenia w pojeździe podwodnym DSV Limiting Factor. Jego statek wsparcia został nazwany DSSV Pressure Drop. Sponsor budowy pojazdu Limiting Factor, Victor Vescovo, jest miłośnikiem gatunku science fiction, a w szczególności serii o Kulturze. Limiting Factor i Pressure Drop to dwie z nazw statków w serii.